# Víceúčelový bojový letoun

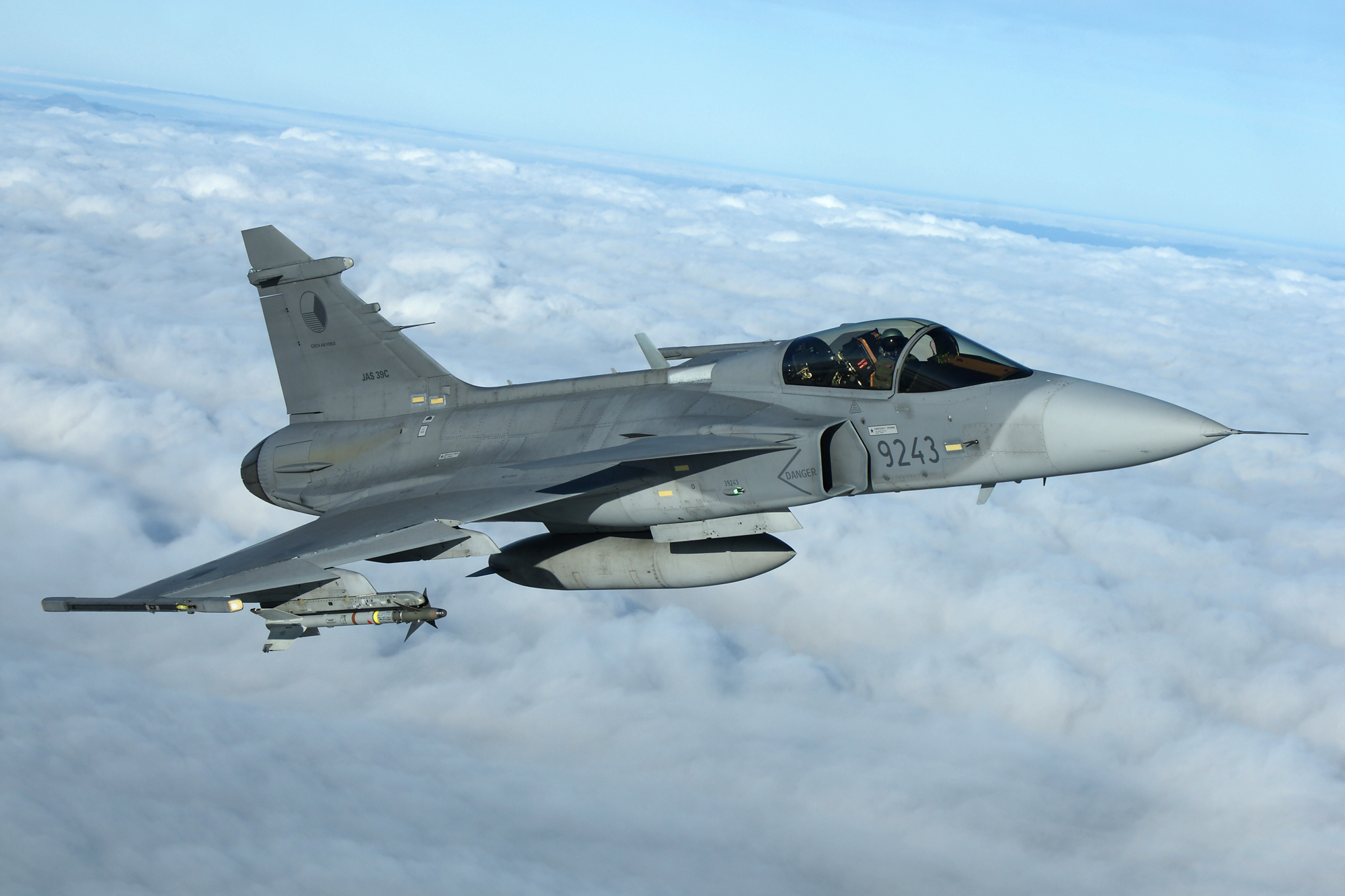
JAS-39 Gripen je příkladem letounu schopného působit ve stíhací, útočné a průzkumné roli.

Víceúčelový bojový letoun je označení pro bojový letoun určený k plnění několika různých bojových rolí, například vzdušného boje, bombardování, přímé podpory pozemních vojsk a  průzkumu. Řada těchto letounů konstrukčně vychází ze stíhacích strojů, proto jsou někdy označovány i jako víceúčelový stíhací letoun. 
Na rozdíl od stíhacích letounů, které vedle své hlavní role také často disponují sekundární schopností nasazení v dalších úlohách, se většinou jedná o letouny od počátku navržené s vyváženými parametry konstrukce, zajišťujícími schopnost jejich použití ke všem plánovaným úkolům. Jako stíhací bombardér pak bývá označován rychlý taktický bombardér či útočný letoun s druhotnou schopností vedení vzdušného boje, zejména pro vlastní obranu. Hranice mezi těmito kategoriemi však často není ostře vymezena.
Výhodou víceúčelových bojových letounů je možnost nasazení jednoho typu, s různými druhy výzbroje, k plnění široké škály bojových úkolů, což současně vede k úspoře nákladů na výzbroj a zjednodušení technické a logistické podpory leteckých sil. V letectvech řady zemí, zejména těch disponujících méně početnými ozbrojenými silami, tak přibližně od poslední třetiny 20. století víceúčelové bojové stroje jsou někdy jejich jedinými bojovými letouny, zatímco v jiných představují hlavní či nejrozšířenější bojový typ, doplněný menšími počty jednoúčelových letounů (stíhačkami pro vybojování vzdušné nadvlády, bombardéry, bitevníky, letouny palebné podpory) určených k plnění specializovaných bojových rolí.

## Příklady
- Dassault Rafale
- Eurofighter Typhoon
- General Dynamics F-16 Fighting Falcon
- HAL Tejas
- Chengdu J-10
- MiG-35
- Mitsubishi F-2
- Saab JAS-39 Gripen
- Suchoj Su-30
- Suchoj Su-35